# Ivan Nikitine (peintre)
Pour les articles homonymes, voir Nikitine.
Ivan Nikititch Nikitine (en russe : Ива́н Ники́тич Ники́тин, né en 1680 à Moscou et mort en 1742) est un peintre russe du XVIIIe siècle.

## Œuvres

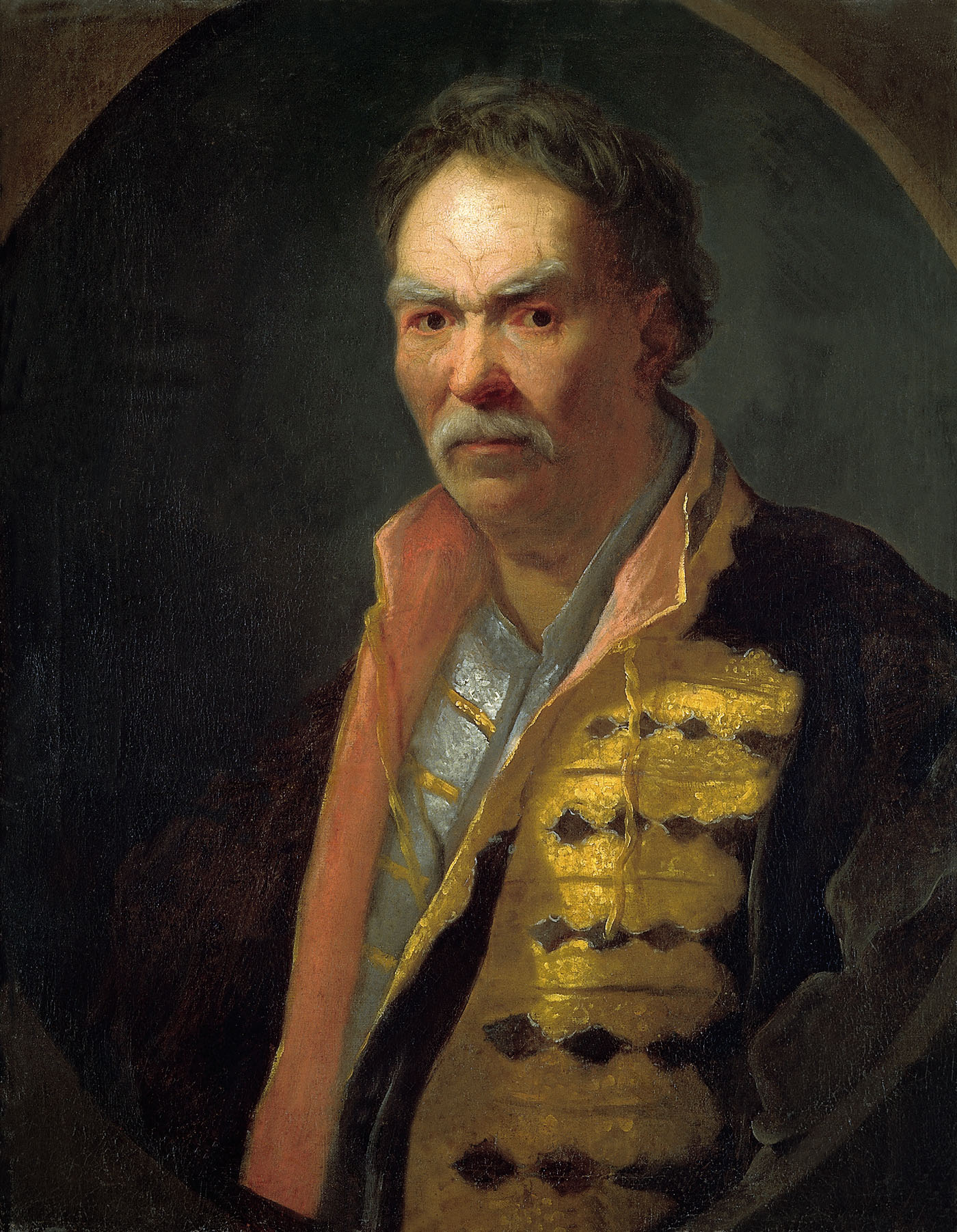
Pavlo Poloubotok.
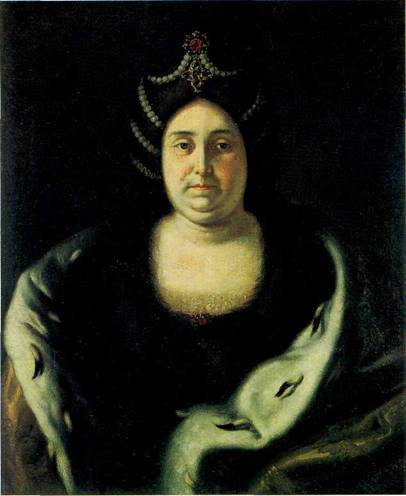
Prascovia Saltykova.
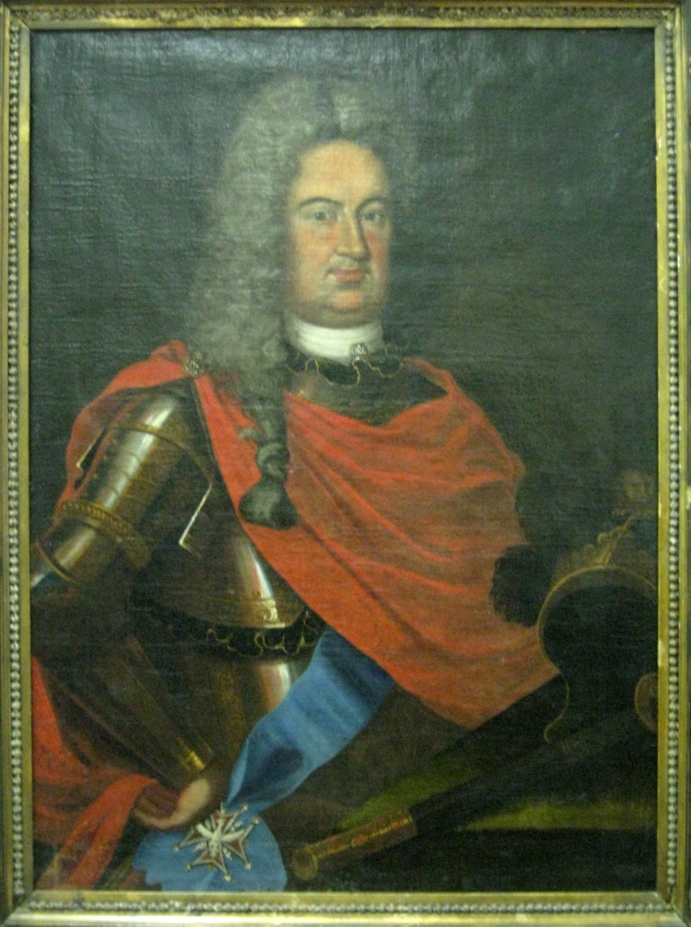
Boris Cheremetiev.
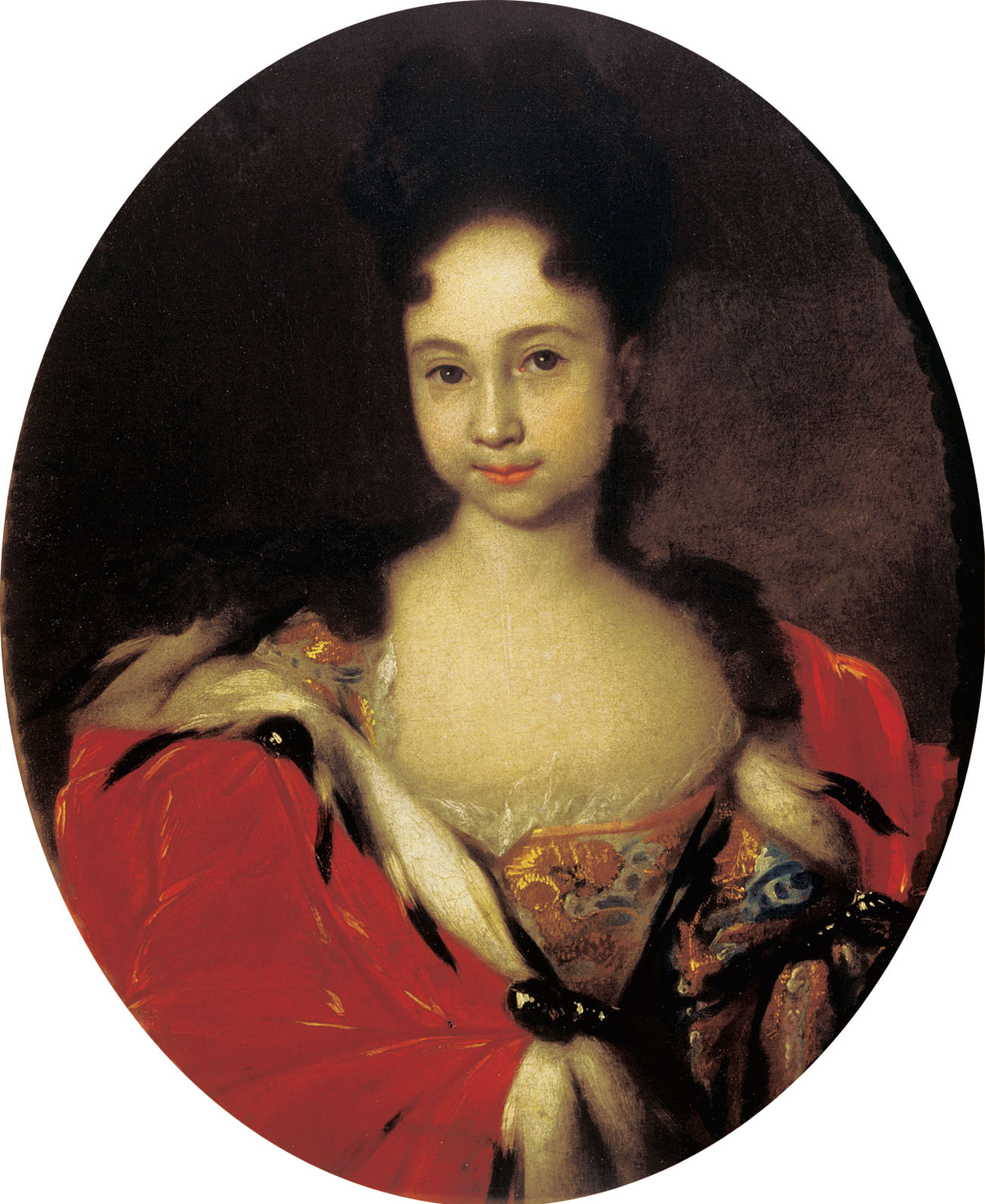
Anna Petrovna de Russie.
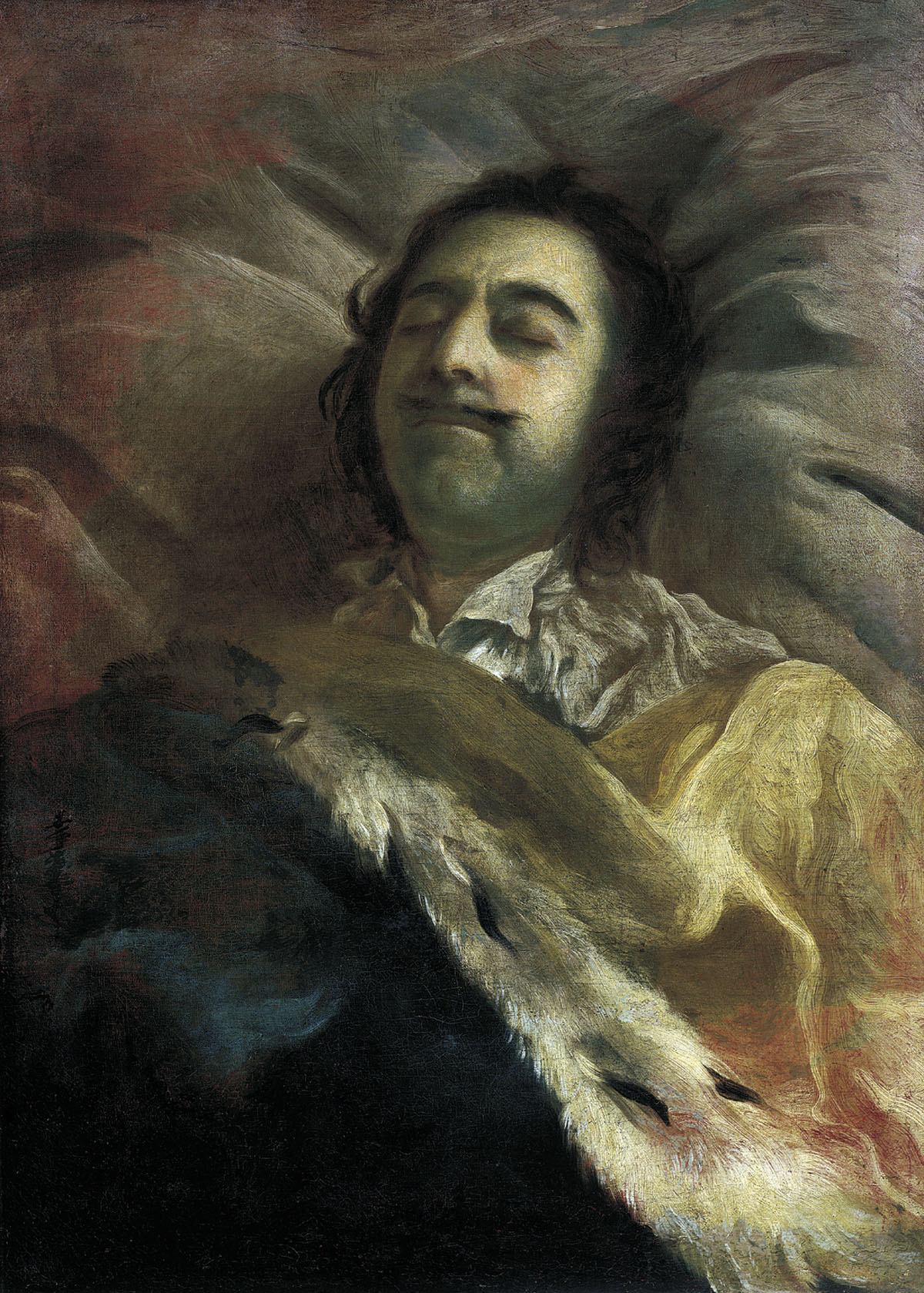
Pierre le grand.